# Edyta Kubik
Edyta Monika Kubik (ur. 27 lutego 1977 w Oławie) – polska polityk i księgowa, posłanka na Sejm VIII kadencji (2019).

## Życiorys
W 2003 ukończyła Wyższą Szkołę Zarządzania i Finansów, zdobywając tytuł zawodowy licencjata w zakresie rachunkowości i auditingu. Podjęła pracę w zawodzie księgowej. W wyborach w 2015 kandydowała do Sejmu z listy ruchu Kukiz’15 w okręgu wrocławskim, otrzymała 3976 głosów, osiągając drugi wynik na liście i nie uzyskując wówczas mandatu. Pełniła funkcję społecznego dyrektora biura poselskiego Kornela Morawieckiego w Oławie, została też koordynatorką regionalnych struktur Wolnych i Solidarnych oraz Skutecznych. Nie kandydowała w wyborach parlamentarnych w 2019. 15 października 2019 podczas ostatniego zaplanowanego posiedzenia Sejmu VIII kadencji złożyła ślubowanie poselskie, zastępując w parlamencie zmarłego Kornela Morawieckiego. W 2024 bez powodzenia ubiegała się o urząd wójta gminy wiejskiej Oława.